# Tropico
Pour les articles homonymes, voir Tropico (homonymie).
Tropico est une marque de boissons rafraîchissantes française au nectar de fruits et à l'eau de source — de type soda — non gazeuse créée en 1982. Elle est distribuée en restauration hors-domicile et en grande distribution en France et en Belgique.
Jusqu'en 2018, Tropico appartient à Folliet-Tropico (anciennement Cafés Folliet), une entreprise familiale française dont le siège est à Chambéry.
La marque est tournée vers les enfants et adolescents.
La gamme Tropico compte 3 parfums phares : Tropico Exotique, Tropico Rio et Tropico Iced Tea Pêche.
Tropico est vendue le 23 septembre 2018 à Coca-Cola, tandis que son chiffre d’affaires se monte à 29 millions d’euros.

## Historique
- 1982 : Le groupe américain Beatrice Foods (Avis Budget Group, Playtex, Tropicana, …) prend le contrôle d'une petite entreprise française, Jérôme, qui fabrique une boisson au chocolat, Choky, puis lance sur le marché français Tropico exotique[2].
- 1987 : Thierry Ardisson crée le slogan « Quand c’est trop, c’est Tropico ! »[3].
- 1990 : Lancement du Tropico Orange Sanguine (alors appelé « Rio »).
- 1991 : Apparition de Coco, le perroquet mascotte de Tropico
- 1993 : Lancement de Funtea (thé glacé à la pêche), appelé aujourd’hui « Tropico Iced Tea ».
- 1995 : Rachat par Unilever de la marque Tropico avec l’objectif d’implanter la marque Lipton Ice tea en France[4].
- 2002 : Unilever cède Tropico à un regroupement financier mené par d’anciens cadres Tropico[5].
- 2005 : Rachat de Tropico par la société Cafés Folliet, intervenant majeur sur le marché du café en Restauration Hors Domicile (RHD)[6].
- 2005-2010 : En 5 ans, le volume des ventes est passé de 5 à 27 millions d’unités en grande distribution et restauration hors-domicile.
- 2015 : Bpifrance entre dans le capital de l'entreprise.
- 2018 : la marque américaine Coca-Cola rachète Tropico[7]